# Smrž vysoký
Smrž vysoký (Morchella elata) je jedlá houba z čeledi smržovitých.

## Popis
Plodnice je dutá, dosahuje výšky až 15  cm. Klobouk je kuželovitého tvaru s poměrně ostrým vrcholem. Celý je poset svislými žebry, která jsou pospojována menšími příčnými, zřídka vodorovnými žebry. Klobouk má hnědou barvu, od světle olivové až po hnědočernou. Třeň je válcovitý, ve spodní i vrchní části většinou mírně rozšířený; v mládí je bílý, stářím pomalu tmavne do okrově hnědé.
Výtrusy jsou velké 19–24 × 11–15 µm.

## Výskyt
Roste na jaře a upřednostňuje vápencovatější půdy. Lze jej nalézt hlavně při kraji lesních cest, v parcích, zahradách, na spáleništích, na březích potoků, na loukách apod. Poněkud častější je ve podhůří a na horách, kde roste i na okrajích jehličnatých lesů.

## Použití
Smrž vysoký je jedlý, chutný a podobně jako ostatní smrže má v kuchyni všestranné využití.

## Záměna
Smrž vysoký se velmi podobá smrži kuželovitému (Morchella conica), který má podobný tvar i zbarvení, vzrostlá plodnice smrže vysokého však mívá třeň delší než kobouk, u smrže kuželovitého tomu bývá obráceně. Liší se též tvarem žeber na klobouky a poněkud i ekologií výskytu (na okrajích horských smrčin se vyskytuje spíše smrž vysoký než kuželovitý, mnoho biotopů však mají společných.) Někteří mykologové oba tyto druhy ztotožňují v jediný.
Podobný je též smrži obecnému, avšak oproti němu má poněkud tmavší barvu klobouku a žebra oddělující jamky na klobouku jsou svislá, nikoliv plástvovitá, tvar klobouku smrže obecného je spíše vejčitý či tupě zašpičatěný.